# Los Símbolos (metro de Caracas)
Los Símbolos es una estación de la Línea 3 del Metro de Caracas. Está ubicada en los límites entre las urbanizaciones "Valle Abajo" y "Las Acacias," ambas de la Parroquia San Pedro del Municipio Libertador del Distrito Capital. El nombre de la estación proviene del nombre de la cercana plaza, "Los Símbolos", en homenaje a los Símbolos Patrios.

## Estructura
Posee dos accesos, uno que da hacia la Av. Roosevelt el otro en sentido contrario, hacia la Plaza Los Símbolos, igualmente hacia la avenida "Los Ilustres".
El nivel "Mezzanina", cuenta con la boletería, y el acceso a los andenes, además posee un Centro de Comunicaciones Telefónicas. El nivel "Andenes", consta de un andén isla o central con los accesos: uno hacia La Rinconada, y otro hacia Plaza Venezuela, respecto al embarque de trenes.

## Alrededores

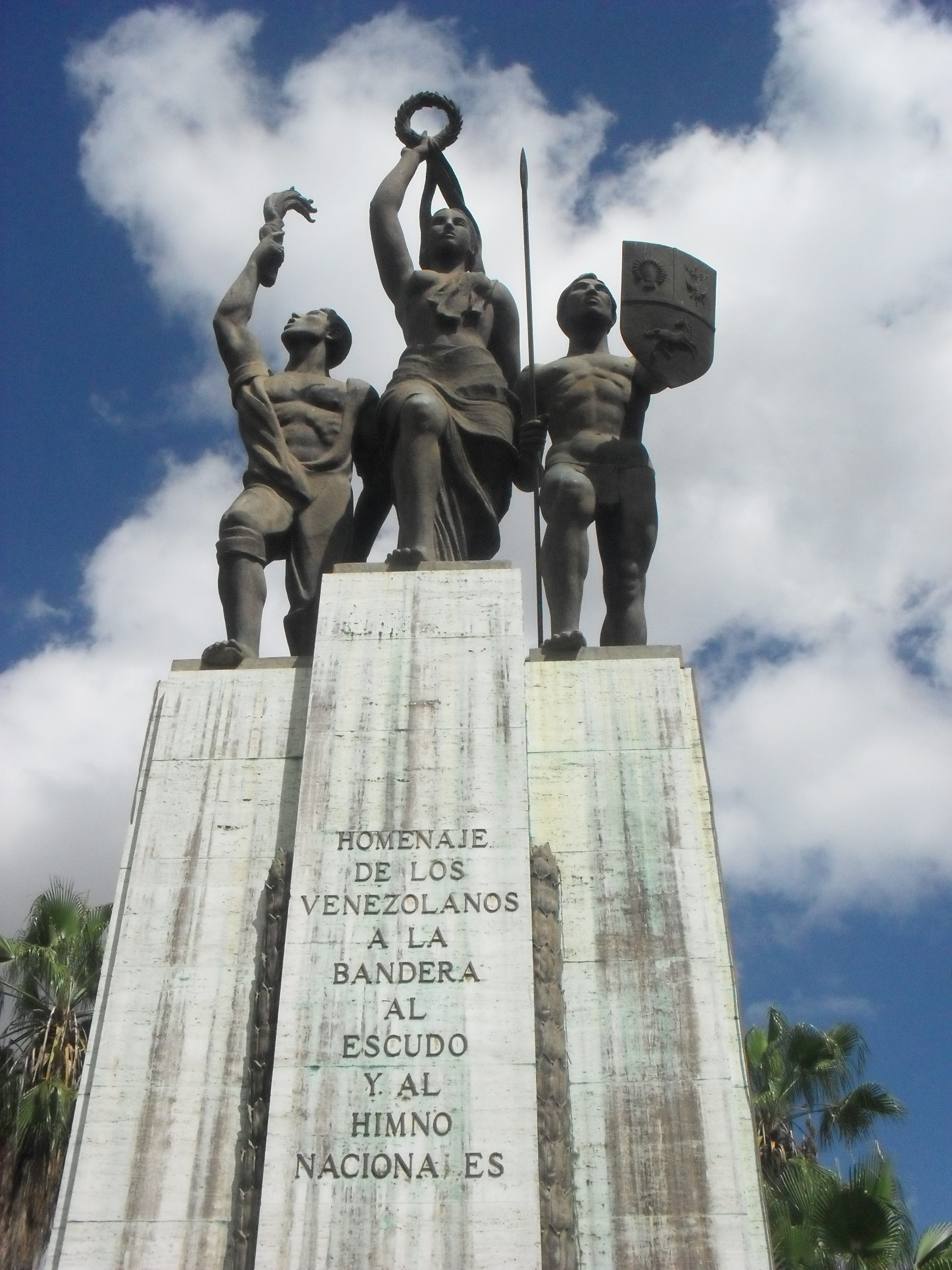
Monumento a los Símbolos Patrios.

La estación está cerca de las grandes avenidas del sur de Caracas, tales como la "Avenida Roosevelt", la "Av. Presidente Medina" (también conocida por su antiguo nombre, Victoria) y la Avenida "Los Ilustres". Igualmente cerca se encuentran el Paseo Los Ilustres y la plaza Los Símbolos. En sus alrededores hay edificios de diversas escalas, dos pequeños centros comerciales,  tiendas pequeñas y cerca dos de las entradas de la Ciudad Universitaria (Avenida Minerva y Facultad de Ciencias). 
También se ubica el parque de atracciones Bimbolandia, así como importantes centros de salud privados (Grupo Médico Las Acacias, antiguo Centro Obstétrico).